# Ormoy-le-Davien
Ormoy-le-Davien ist eine französische Gemeinde mit 371 Einwohnern (Stand: 1. Januar 2022) im Département Oise in der Region Hauts-de-France (vor 2016: Picardie); sie gehört zum Arrondissement Senlis und zum Kanton Nanteuil-le-Haudouin. 

## Geographie
Ormoy-le-Davien liegt etwa 43 Kilometer ostsüdöstlich von Senlis. Umgeben wird Ormoy-le-Davien von den Nachbargemeinden Gondreville im Norden, Coyolles im Osten und Nordosten, Bargny im Süden sowie Lévignen im Westen.

## Bevölkerungsentwicklung
| Jahr                      | 1962 | 1968 | 1975 | 1982 | 1990 | 1999 | 2006 | 2013 |
| Einwohner                 | 115  | 116  | 106  | 119  | 150  | 179  | 251  | 346  |
| Quelle: Cassini und INSEE |      |      |      |      |      |      |      |      |

## Sehenswürdigkeiten
- Kirche Saint-Denis-l’Aréopagite aus dem 13. Jahrhundert

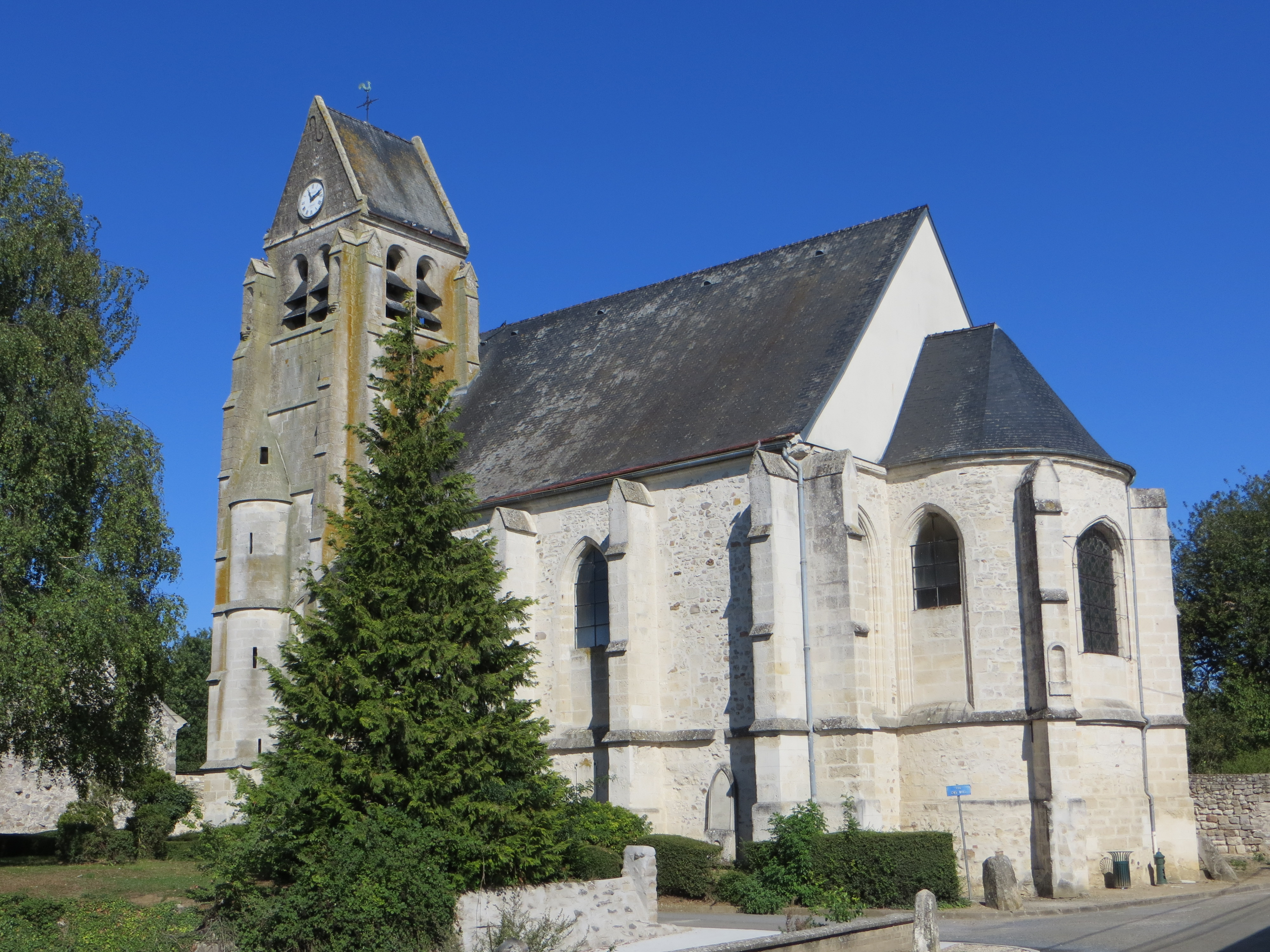
Kirche Saint-Denis-l’Aréopagite